# Tanjung Aur I (Tanjung Kemuning)
Tanjung Aur I is een bestuurslaag in het regentschap Kaur van de provincie Bengkulu, Indonesië. Tanjung Aur I telt 440 inwoners (volkstelling 2010).